# Bryocyclops ankaratranus
Bryocyclops ankaratranus – gatunek widłonoga z rodziny Cyclopidae. Nazwa naukowa gatunku została po raz pierwszy opublikowana w 1955 roku przez niemieckiego zoologa Friedricha Kiefera.